# Robert Varga (Radsportler)
Robert Varga (* 23. September 1941 in Échirolles; † 30. November 2023 in Vannes) war ein französischer Radrennfahrer.

## Sportliche Laufbahn
Varga war Bahnradsportler und auch im Straßenradsport aktiv. Er war Teilnehmer der Olympischen Sommerspiele 1964 in Tokio. Die Mannschaft mit Robert Varga, Christian Cuch, Joseph Paré und Jacques Suire schied in der Qualifikation aus. In der Einerverfolgung schied er in der Vorrunde aus. Später bestritt er vor allem Steherrennen. 1964 startete er bei den Bahnradsport-Weltmeisterschaften in der Einerverfolgung.